# Нетшталь
Нетшталь (нем. Netstal) — бывшая коммуна в Швейцарии, в кантоне Гларус, недалеко от перевала Прагель.
1 января 2011 года вошла в состав коммуны Гларус.
Население составляет 2887 человек (на 31 декабря 2006 года). Официальный код — 1620.

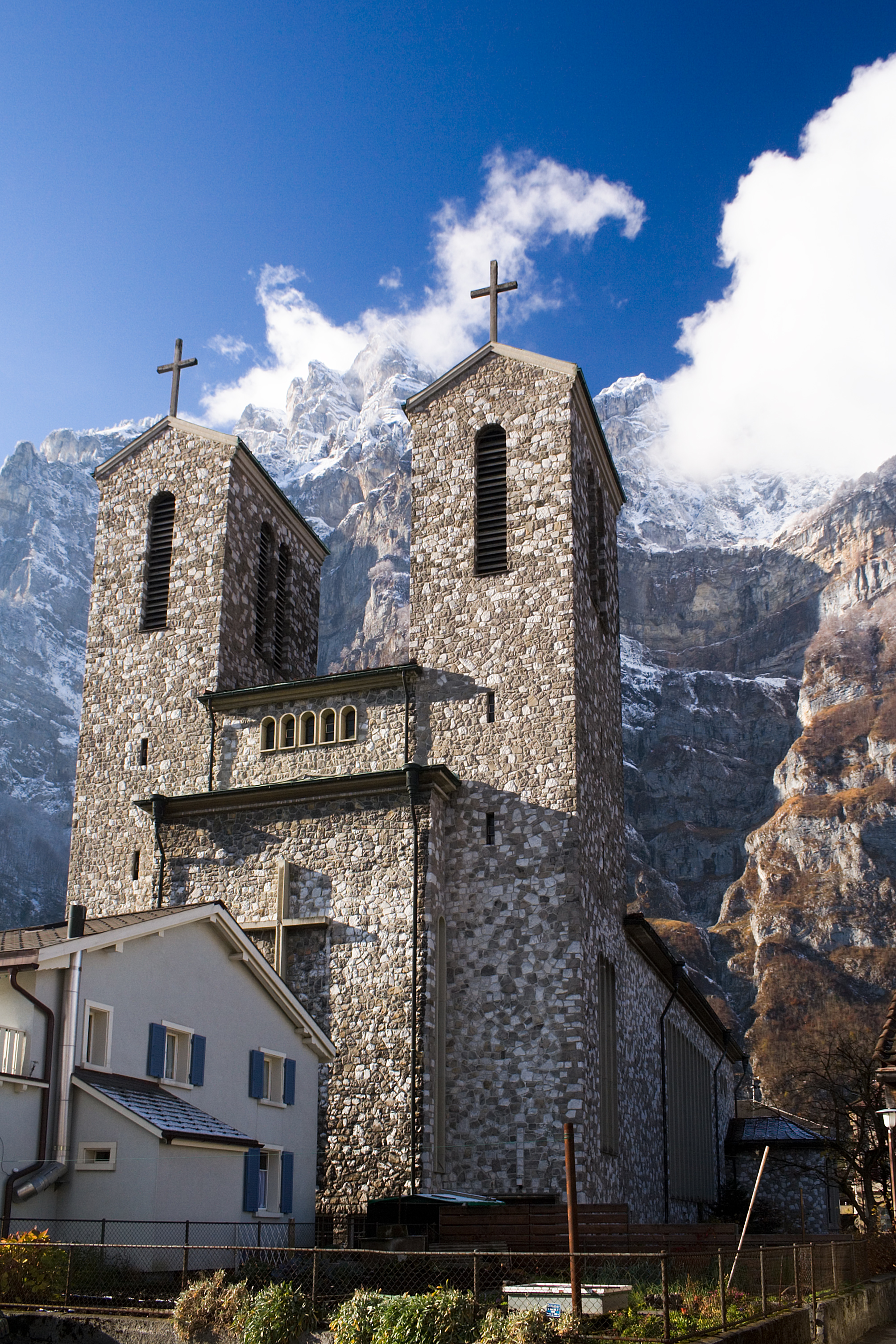
Католическая церковь

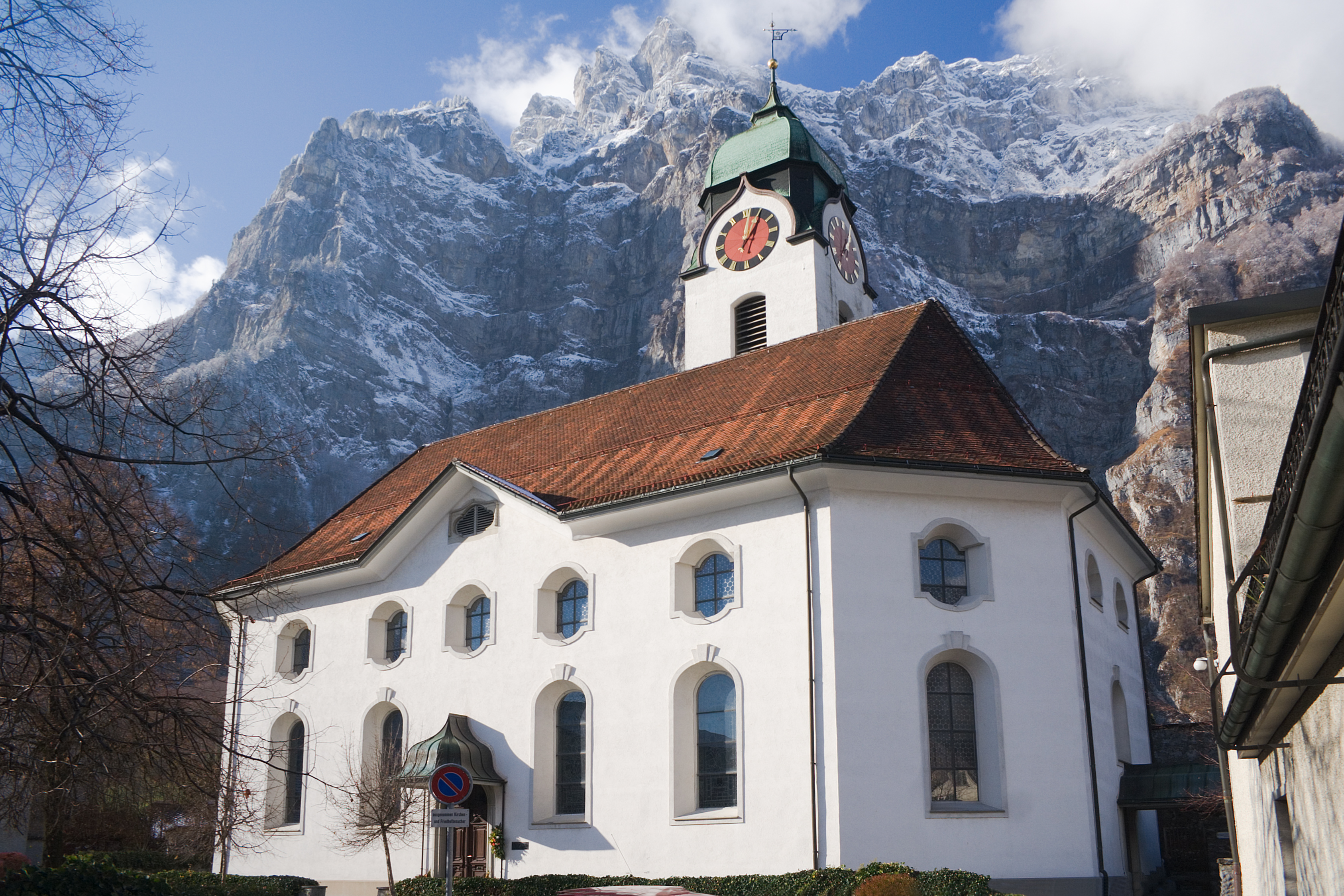
Реформистская церковь